# 寿光市
寿光市（じゅこう-し）は、中華人民共和国山東省濰坊市に位置する県級市。野菜の一大産地であるとともに塩の産地でもある。野菜の故郷と称号がある。

## 歴史
前148年（景帝中元2年）に寿光県が設置される。
1953年7月に寿南県を編入し現在の市域が確定、1993年6月1日に県級市に昇格し現在に至る。

## 行政区画
- 街道：聖城街道、文家街道、古城街道、洛城街道、孫家集街道
- 鎮：化竜鎮、営里鎮、台頭鎮、田柳鎮、上口鎮、侯鎮、紀台鎮、稲田鎮、羊口鎮

## 出身有名人
- 公孫弘
- 王猛
- 賈思勰
- 任昉
- 王楽泉